# H3F3C
H3F3C (англ. H3 histone family member 3C) – білок, який кодується однойменним геном, розташованим у людей на 12-й хромосомі. Довжина поліпептидного ланцюга білка становить 135 амінокислот, а молекулярна маса — 15 214.
| 10         |  | 20         |  | 30         |  | 40         |  | 50         |
| ---------- |  | ---------- |  | ---------- |  | ---------- |  | ---------- |
| MARTKQTARK |  | STGGKAPRKQ |  | LATKAARKST |  | PSTCGVKPHR |  | YRPGTVALRE |
| IRRYQKSTEL |  | LIRKLPFQRL |  | VREIAQDFNT |  | DLRFQSAAVG |  | ALQEASEAYL |
| VGLLEDTNLC |  | AIHAKRVTIM |  | PKDIQLARRI |  | RGERA      |  |            |

A: Аланін

C: Цистеїн

D: Аспарагінова кислота

E: Глутамінова кислота

F: Фенілаланін

G: Гліцин

H: Гістидин

I: Ізолейцин

K: Лізин

L: Лейцин

M: Метіонін

N: Аспарагін

P: Пролін

Q: Глутамін

R: Аргінін

S: Серин

T: Треонін

V: Валін

Кодований геном білок за функцією належить до фосфопротеїнів. 
Задіяний у таких біологічних процесах, як ацетилювання, метилювання. 
Білок має сайт для зв'язування з ДНК. 
Локалізований у ядрі, хромосомах.